# احمدشاه درانی
احمدشاه دُرّانی همچنین معروف به احمد خان ابدالی که افغان ها لقب «بابا» را برای ایشان برگزیده اند. که در افغانستان به احمد شاه «بابا» کبیر نیز شهرت بسزایی دارد.(۱۱۰۱–۱۱۵۱خ/۱۱۳۴–۱۱۸۶ق/۱۷۲۲–۱۷۷۳م) بنیان‌گذار پادشاهی درانی بود. از او به‌عنوان مؤسس افغانستان امروزی یاد می‌شود.
در ژوئیه ۱۷۴۷ احمدشاه توسط یک لویه جرگه در قندهار به عنوان پادشاه خراسان منصوب شد و پایتخت خود را در آنجا تأسیس کرد. احمدشاه با کمک شورایی متشکل از ۹ مشاور از اقوام  افغانستان به سمت شرق به سمت امپراتوری گورگانی و مراته هند، غرب به سمت امپراتوری افشاریه ایران در حال تجزیه و شمال به سمت خانات بخارای ترکستان پیش رفت. در عرض چند سال، او کنترل خود را از خراسان در غرب به کشمیر و شمال هند در شرق، و از آمودریا در شمال تا دریای عمان در جنوب گسترش داد.

## چیرگی درانی‌ها بر افشاریان
این احتمال وجود دارد که احمدشاه ابدالی در توطئه مرگ نادر شاه دست داشت. و پس از ترور نادرشاه پسرش شاهرخ میرزا، یکی از نوادگان نادرشاه افشار، به عنوان شاه افشار بر تخت نشست. شاهرخ شاه افشار که در آن زمان بر خراسان حکومت می‌کرد، تحت فشارهای افغانان، به‌ویژه از سوی احمد شاه درانی، نتوانست اقتدار نادر شاه را حفظ کند. احمد شاه درانی به تدریج مناطق شرقی امپراتوری نادر شاه، شامل خراسان، قندهار، هرات و کابل را تصرف کرد.
به‌خصوص، پس از چندین لشکرکشی و پیروزی‌های نظامی، احمد شاه درانی توانست در سال ۱۷۵۰ میلادی شهر مشهد را تصرف کند و شاهرخ میرزا را به عنوان حاکمی وابسته به خود به رسمیت بشناسد. این واقعه نشان‌دهنده تثبیت قدرت درانیان در مناطق شرقی ایران بود.
در یکی از این وقایع مهم، شاهرخ شاه افشار از درانیان شکست خورده بود و دست نشانده شده بود خطبه‌ای به نام احمد شاه درانی خواند. این خطبه‌خوانی به معنای اعلان رسمی تبعیت از درانیان بود . در پی این واقعه، درانیان نه‌تنها بر بخش‌هایی از فلات ایران مسلط شدند، بلکه نفوذ خود را تا هند و ماورای آن گسترش دادند.

## آغاز زندگی
احمد شاه ابدالی، که بعدها به احمد شاه درانی معروف شد، یکی از برجسته‌ترین رهبران تاریخ افغانستان و بنیان‌گذار حکومت درانی است. او در سال ۱۷۲۲ میلادی در هرات متولد شد. احمد شاه از خاندان سدوزایی، یکی از شاخه‌های قبیله ابدالی، بود. پدر او، محمد زمان خان، در دوران کودکی احمد شاه، درگذشت و او به همراه برادر بزرگترش، ذوالفقار خان، به قندهار رفت.

### کودکی و تربیت
احمد شاه در کودکی به عنوان یک شاهزاده از طبقه حاکم قبایل پشتون تربیت شد. او در محیطی رشد یافت که اصول و ارزش‌های قبیله‌ای به ویژه افتخار و شجاعت نظامی از اهمیت بسیاری برخوردار بودند. از آنجا که احمد شاه از همان کودکی در جریان درگیری‌ها و جنگ‌های داخلی و منطقه‌ای قرار داشت، از جوانی به مسائل نظامی علاقه پیدا کرد و آموزش‌های جنگی دریافت کرد.

### نوجوانی و آغاز فعالیت‌های نظامی
در نوجوانی، احمد شاه به دربار نادرشاه افشار، شاه ایران، پیوست و به سرعت در صفوف ارتش نادرشاه جایگاه پیدا کرد. به دلیل شجاعت و هوش نظامی خود، او به یکی از فرماندهان برجسته نادرشاه تبدیل شد. نادرشاه نیز اعتماد زیادی به احمد شاه داشت و او را در مسائل نظامی و سیاسی به کار گرفت. این دوران فرصت‌های بسیاری را برای احمد شاه فراهم آورد تا مهارت‌های نظامی و دیپلماتیک خود را تقویت کند.

### تأثیرات تربیتی و محیطی
یکی از نکات قابل توجه در دوران جوانی احمد شاه، تأثیرات محیط پر از هرج و مرج سیاسی و نظامی آن زمان بر روی وی بود. امپراتوری‌های اطراف مانند امپراتوری صفوی، امپراتوری مغولی هند و امپراتوری عثمانی درگیر نزاع‌های داخلی و خارجی بودند. احمد شاه در این دوران با یادگیری از بحران‌ها و فرصت‌های سیاسی و نظامی زمان خود، توانست درک عمیقی از سیاست قدرت در منطقه به دست آورد.
احمد شاه ابدالی را نمی‌توان به‌طور مستقیم پسرخوانده نادرشاه افشار دانست، اما رابطه‌ای خاص و نزدیک میان آنها وجود داشت. نادرشاه به احمد شاه، که در آن زمان یکی از فرماندهان جوان و برجسته سپاه او بود، اعتماد زیادی داشت و به او نقش‌های مهمی در ارتش خود می‌داد. احمد شاه در واقع یکی از فرماندهان سپاه نادرشاه بود که به سرعت در ساختار نظامی او رشد کرد و در چندین نبرد مهم شرکت داشت.
نادرشاه پس از حمله به قندهار و شکست دادن سلسله هوتکی‌ها، احمد شاه ابدالی و قبیله‌اش را که به نادرشاه وفادار بودند، به قدرت رساند. این وفاداری و شجاعت احمد شاه باعث شد نادرشاه او را به یکی از مهره‌های کلیدی در سپاه خود تبدیل کند. از این رو، برخی از مورخان اشاره کرده‌اند که نادرشاه نسبت به احمد شاه احترامی ویژه داشت، اما این رابطه بیشتر بر پایه نظامی و سیاسی بود تا عاطفی و خانوادگی.
به‌طور خلاصه، اگرچه نادرشاه نقشی تربیتی و حمایتی در زندگی نظامی احمد شاه داشت، ولی رابطه آنها به معنای پسرخواندگی نبود، بلکه بیشتر یک رابطه استاد و شاگرد در زمینه نظامی و سیاسی بود و بعدها احمدشاه در ترور نادر شرکت کرد.

## رسیدن به قدرت

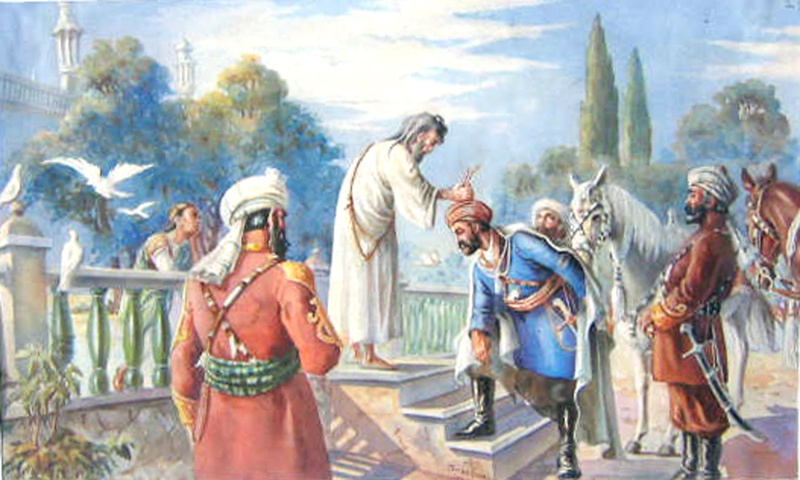
تاج‌گذاری احمدشاه دُر دُرانی توسط صابرشاه کابلی، قندهار ۱۷۴۷ میلادی

### پیش‌زمینه: نقش احمد شاه در ارتش نادرشاه
احمد شاه ابدالی در دوران جوانی به سپاه نادرشاه افشار پیوست و به دلیل شجاعت، هوش نظامی، و وفاداری‌اش به نادرشاه، به یکی از فرماندهان برجسته ارتش او تبدیل شد. نادرشاه به احمد شاه اعتماد زیادی داشت و او را در مأموریت‌های مهم نظامی به کار می‌گرفت. در طول لشکرکشی‌های نادرشاه به هند، احمد شاه در بسیاری از نبردها شرکت کرد و در سایه این پیروزی‌ها، تجربیات ارزشمندی کسب کرد.

### تصمیم به تشکیل سلسله جدید
. احمد شاه، که در این دوران به همراه قبیله خود در قندهار حضور داشت، این فرصت را مغتنم شمرد تا رهبری قبیله ابدالی‌ها (سدوزایی‌ها) را برعهده بگیرد. او در قندهار سران قبایل پشتون را گرد هم آورد و در یک شورا، به عنوان شاه انتخاب شد.
پس از قتل نادرشاه، احمد شاه ابدالی از قدرت خلاصی یافت و به زودی توانست کنترل سپاهیان افغان را به دست گیرد. وی با حمایت از افغان‌های حاضر در ارتش نادرشاه و با استفاده از موقعیت سیاسی و نظامی خود، به سرعت قدرت گرفت و سلسله درانی را بنیان نهاد. از مرگ نادرشاه بهره‌برداری کرد و به‌طور مستقیم باعث از فروپاشی امپراتوری افشاری و از این به نفع خود استفاده نمود.

### تأسیس امپراتوری درانی
پس از انتخاب احمد شاه به عنوان شاه، او به سرعت به یک نیروی قدرتمند تبدیل شد و توانست امپراتوری درانی را تأسیس کند. این امپراتوری که شامل بخش‌های وسیعی از افغانستان امروزی، پاکستان و ایران وشمال غربی هند بود، به یکی از بزرگ‌ترین و نیرومندترین امپراتوری‌های منطقه تبدیل شد. احمد شاه با استفاده از توانایی‌های نظامی و دیپلماتیک خود، به سرعت نفوذ خود را در منطقه گسترش داد و امپراتوری‌اش را تثبیت کرد.

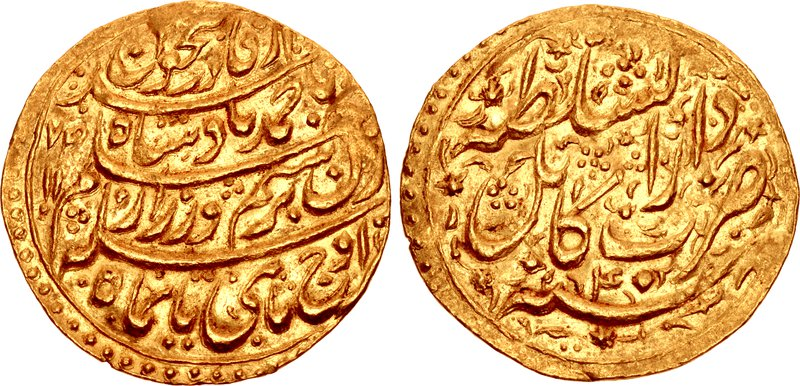
سکهٔ طلای احمدشاه

## پادشاهی بر افغانستان
پس از قتل نادرشاه افشار در سال ۱۷۴۷ میلادی برابر به ۱۱۵۹ هجری قمری برابر به ۱۱۲۶ خورشیدی، دولتی در افغانستان پدیدآورد. هدف وی از اعلان پادشاهی همانند دیگر مدعیان نظیر علیقلی‌خان برادرزادهٔ نادر پادشاهی بر همهٔ ایران بود.
احمدشاه ابدالی که مرد مدبری بود، بعد از تحکیم پایه‌های سلطنتش عزم تسخیر هند را کرد؛ چون شهرهای مهم سیستان تحت سلطه مغولیه هند بود. وی آن شهرها از جمله کابل را تا دهلی فتح کرد. بعد از آن متوجه خراسان (یکی دیگر از ایالت‌های فلات ایران) شد و شهرهای مهم خراسان، از جمله هرات، مرو و بلخ را که در سیستان (یکی دیگر از ایالت‌های فلات ایران) پایه‌گذاری کرده بود، ضمیمه کشورش ساخت. اونیشابورور را نیز اشغال کرد، اما به دلیل احترامی که به نادر افشار داشت، آن را به پسر نادرشاه واگذار کرد

## بنیان‌گذاری دولت مرکزی
هنگامی که احمدخان ابدالی برای تحکیم یک دولت مرکزی اقدام نمود افغانستان دچار استیلای نیروهای اجنبی و تجزیهٔ کشور، نبود حکومت مرکزی، و رکود اقتصادی بود. اوضاع نابسامان اجتماعی و تحولات سیاسی در کشورهای همسایه زمینهٔ تشکیل یک حکومت مرکزی را در افغانستان آماده ساخته بود. ناگفته نماند که یک بخش بزرگ اردوی نادر افشار را قشون افغان‌ها تشکیل می‌داد که تحت قومانده نورمحمد خان علیزایی که به لقب میرافغان یاد می‌شد، فعالیت داشت. شمار آن‌ها تقریباً به چهار هزار غلجایی و دوازده هزار ابدالی و ازبک می‌رسید. نظر به پیشنهاد قوماندان عمومی نورمحمد خان علیزایی از سران خان علیزایی و احمد خان ابدالی قطعات افغان به قندهار سوق داده شدند. بعداً اقوام غلجایی، ازبک، ابدالی و هزاره خواهان تشکیل یک جرگه قومی شد تا یکی از اعضای جرگه (مجلس) به حیث پادشاه تعیین شود و برای ادارهٔ امور افغانستان حکومتی را تشکیل بدهد که تشکیل اینچنین جرگه‌ای مورد قبول همه سران اقوام واقع شد.

## علاقه به شعر
شاه درانی مجموعهٔ شعری به سبک قصیده غنایی در زیان پشتو نوشته است.
نمونه شعری وی به نام عشق به میهن:
ستا د عشق له وينو ډک سول ځيګرونه

ستا په لاره کښې بايلي زلمي سرونه

تا ته راسمه زړګی زما فارغ سي

بې له تا مې اندېښنې د زړه مارونه

که هر څو مې د دنيا ملکونه ډېر سي

زما به هېر نه سي دا ستا ښکلي باغونه

د ډیلي تخت هېرومه چې را ياد کړم

زما د ښکلي پښتونخوا د غرو سرونه

د فريد او د حميد دور به بيا سي

چې زه وکاندم پر هر لوري تاختونه

زما خوښ دي ستا خالي تش ډګرونه

## شجره‌نامه
|  |  | پادشاه احمدشاه درانی زندگی: ۱۷۲۰–۱۷۷۲ سلطنت: ۱۷۴۷–۱۷۷۲             |  |  |  |  |  |
|  |  |                                                                    |  |  |  |  |  |
|  |  | پادشاه تیمورشاه درانی زندگی: ۱۷۴۸–۱۷۹۳ سلطنت: ۱۷۷۲–۱۷۹۳            |  |  |  |  |  |
|  |  |                                                                    |  |  |  |  |  |
|  |  | پادشاه محمودشاه درانی زندگی: ۱۷۶۹–۱۸۲۹ سلطنت: ۱۸۰۱–۱۸۰۳، ۱۸۰۹–۱۸۱۸ |  |  |  |  |  |
|  |  |                                                                    |  |  |  |  |  |
|  |  | شهزاده کامران درانی ۱۷۸۹–۱۸۴۰                                      |  |  |  |  |  |
|  |  |                                                                    |  |  |  |  |  |
|  |  | شهزاده نادر بسم‌الله درانی ۱۸۱۰–۱۸۷۳                                |  |  |  |  |  |
|  |  |                                                                    |  |  |  |  |  |
|  |  | شهزاده رشیدخان درانی ۱۸۳۲–۱۸۸۰                                     |  |  |  |  |  |
|  |  |                                                                    |  |  |  |  |  |
|  |  | شهزاده عالیجاه ندا درانی ۱۸۵۵–۱۹۲۶                                 |  |  |  |  |  |
|  |  |                                                                    |  |  |  |  |  |
|  |  | شهزاده محمد عبدالرحیم درانی ۱۸۷۷–۱۹۴۵                              |  |  |  |  |  |
|  |  |                                                                    |  |  |  |  |  |
|  |  | شهزاده عبدالحبیب خان درانی ۱۸۹۹–۱۹۲۰                               |  |  |  |  |  |
|  |  |                                                                    |  |  |  |  |  |
|  |  | شهزاده رحمت خان درانی ۱۹۱۹–۱۹۹۲                                    |  |  |  |  |  |
|  |  |                                                                    |  |  |  |  |  |
|  |  | شهزاده حیات‌الله خان درانی تولد: ۱۹۶۴                               |  |  |  |  |  |
|  |  |                                                                    |  |  |  |  |  |
|  |  | شهزاده محمدابوبکر درانی تولد: ۱۹۵۵                                 |  |  |  |  |  |

|}

## خشونت
احمدشاه مسئول مستقیم بسیاری از کارهای ظالمانه و وحشیانه در جنگ‌های خود بود. پس از نبرد سوم پانی‌پت سربازان احمدشاه نزدیک ۴۰ هزار زندانی و نیز مردان بالای ۱۴ سال را سر بریدند و زنان و کودکان این شهر را به بردگی گرفتند. او چنین کاری را نیز پس از تصرف شهرهای لاهور، سرهند، و استان‌های شرق ایران در سال ۱۷۴۸ میلادی کرد.
در سال ۱۷۶۲ احمدشاه دستور قتل کاروان بزرگی از خانواده‌های غیرنظامی را در نزدیکی امریتسار صادر کرد. در این کشتار جمعی بین ده تا سی هزار نفر کشته شدند. سیک‌ها این رویداد را «کشتار بزرگ» می‌نامند. احمدشاه پس از تصرف امریتسار (شهر مقدس سیک) معبد طلایی را ویران کرد اجساد مردگان و گاوهای کشته شده را به دریاچهٔ مقدس آن انداخت و بسیاری پرستشگاه‌ها را ویران کرد.